# Argiavara
Argiavara (en corse L'Arghjàvara) est un ancien village de Corse aujourd'hui devenu simple hameau, situé dans la haute vallée de la Solenzara à une altitude moyenne de 490 m, au cœur du parc naturel régional de Corse.
Bien qu'appartenant administrativement à la commune de Quenza, la localité d'Argiavara est intimement liée au village voisin de Sari-di-Porto-Vecchio et à l'ancienne piève de Sagri dont elle faisait partie et qui couvrait toute la vallée de la Solenzara.

## Accès
Situé à quelques centaines de mètres en amont du col de Larone, Argiavara se trouve sur la D 268, axe routier reliant Aléria à Sartène par le col de Bavella. Ce dernier col se trouve d'ailleurs à seulement 10 km d'ascension d'Argiavara. Le hameau est accessible au prix d'une vingtaine de kilomètres sinueux depuis Solenzara.

## Randonnées

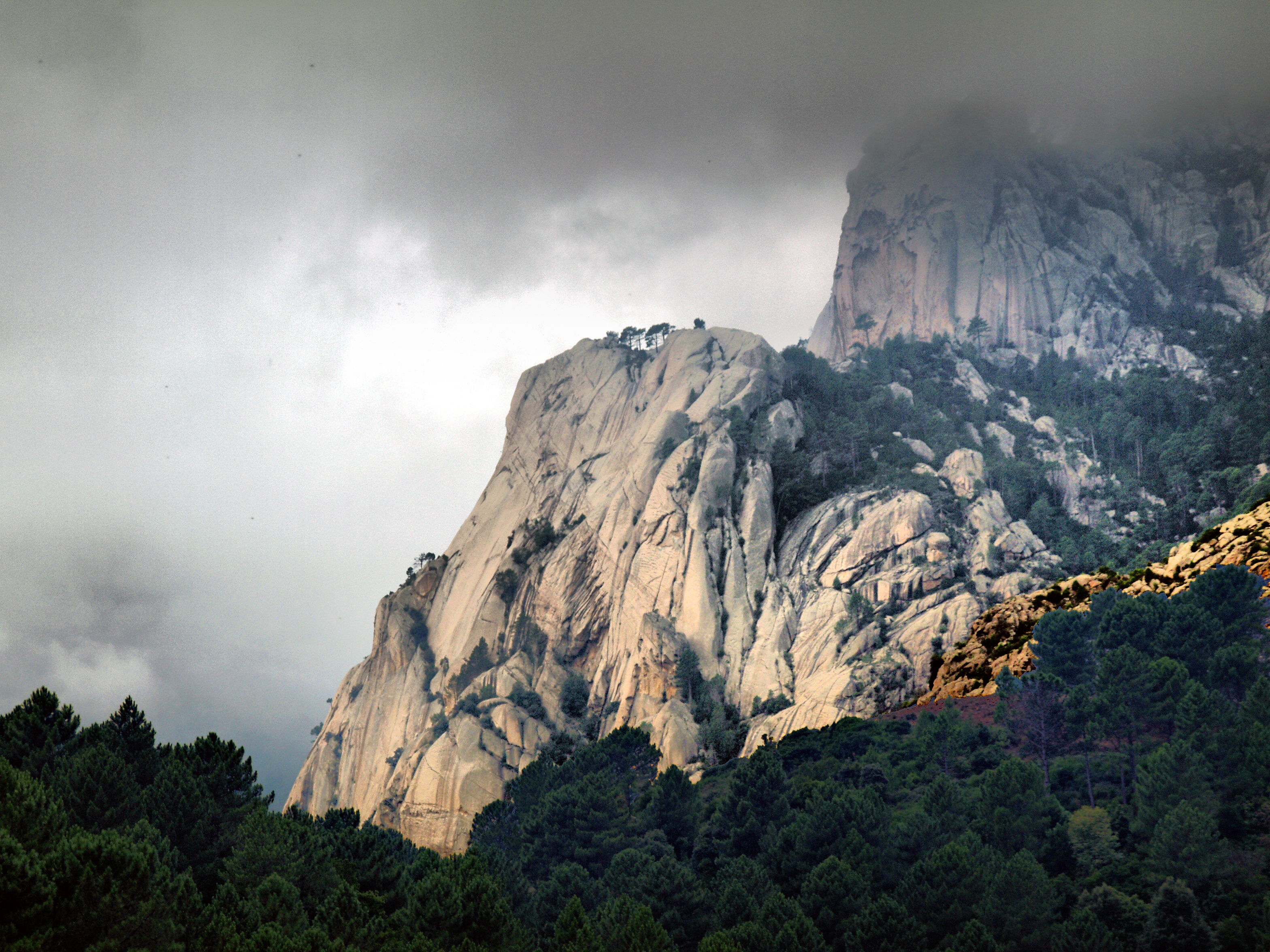
Vue des falaises à l'aplomb d'Argiavara : les Teghje Lisce (1025 m) au centre et la Punta di u Corbu (1157 m) dans les nuages

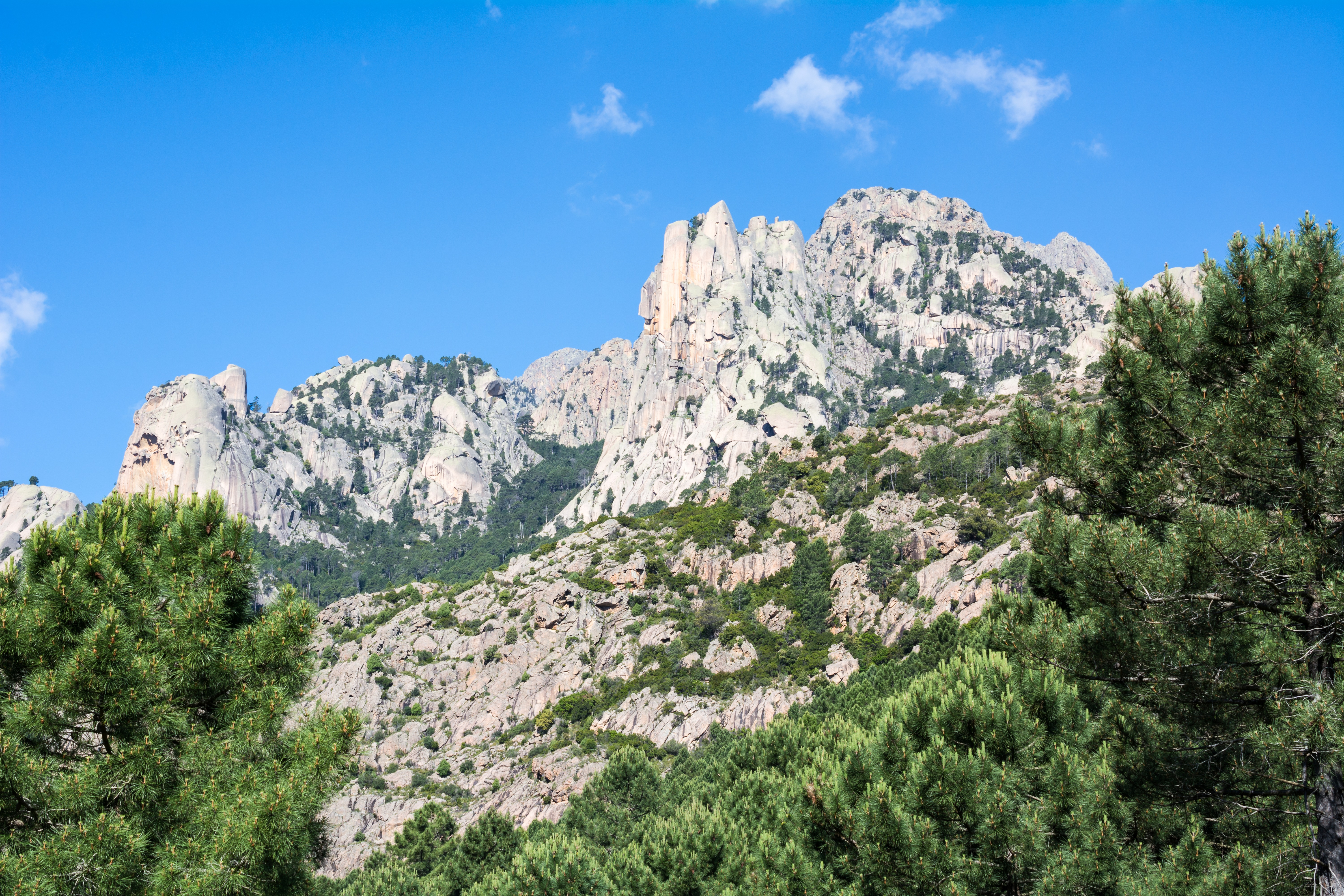
Vue de la Punta Lunarda depuis le col de Larone

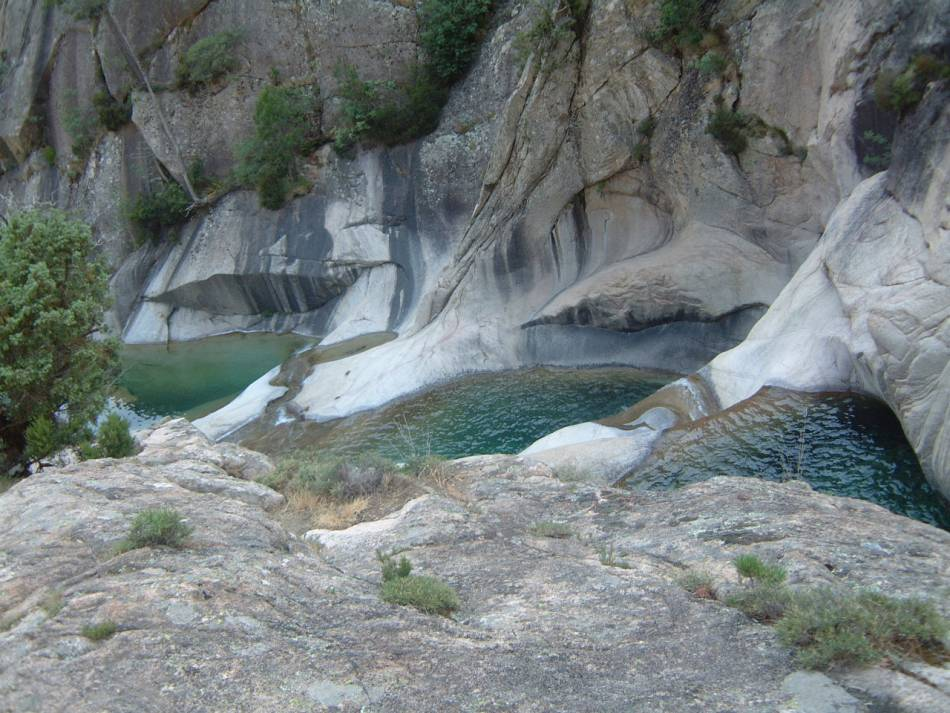
Vasques de la Porcaraccia

Caché en partie haute de la déserte vallée de la Solenzara, au pied des vertigineuses aiguilles de Bavella, Argiavara est un point de départ idéal pour découvrir cette partie du massif du Monte Incudine, dans un paysage truffé de canyons et de falaises. Les ravins de la Porcaraccia et du Polischello tous proches s'enfoncent dans la montagne et donnent accès à de nombreuses vasques et voies d'escalade.
Située à 3,5 km de route en amont d'Argiavara, à 670 mètres d'altitude, la maison forestière d'Arza est un point de départ privilégié pour des excursions vers les Ferriate et la face orientale des aiguilles de Bavella.
Enfin, aux portes de l'Alta Rocca voisine, la réputation du col de Bavella et de son hameau de bergeries, situés à respectivement 10 et 9 km de route, traversés par le GR 20, n'est plus à faire.

## Histoire
Aujourd'hui quasiment désert, le village d'Argiavara (on peut aussi trouver la graphie Erchiavara) fut durant plusieurs siècles le lieu de repli des habitants de l'ancienne piève de Sagri, dont les établissements proches du littoral étaient souvent ravagés par les invasions barbaresques. La situation montagnarde et enclavée d'Argiavara qui en faisait autrefois un important lieu de transhumance estivale pour les habitants de la vallée de la Solenzara a précipité l'exode de ses habitants au profit de Sari, moins isolé et au climat plus doux.

## Toponymie
En corse, le hameau se nomme L'Arghjàvara (prononcé [larˈɟaːwara]).